# Brittni Mason
Pour les articles homonymes, voir Mason.
Brittni Mason, née le 19 avril 1998 à Cleveland (Ohio), est une athlète handisport américaine concourant en T46 pour les athlètes avec une paralysie cérébrale. Elle détient un titre mondial (2019) et un titre paralympique (2021).

## Carrière
Mason est née avec une paralysie d'Erb (en) au niveau de son bras gauche. À 10 ans, elle commence plusieurs sports pour l'aider à développer l'usage de son bras. En 2019, alors qu'elle s'entraîne à l'université de l'Est du Michigan, on lui propose de participer à des compétitions handisport internationales et moins de deux mois plus tard, elle fait ses débuts aux championnats du monde 2019.
Aux Jeux de 2020, Brittni Mason remporte la médaille d'argent du 100 m T47, juste devant sa compatriote Deja Young puis le même métal sur le 200 m T47. Elle remporte également l'or sur le relais 4 x 100 m universel avec ses compatriotes Noah Malone, Nick Mayhugh et Tatyana McFadden.

## Palmarès

### Jeux paralympiques
- Jeux paralympiques d'été de 2020 à Tokyo :
  -  4 x 100 m universel
  -  100 m T47
  -  200 m T47

### Championnats du monde
- Championnats du monde 2019 à Dubaï :
  -  100 m T47